# Tunnelbauplatte
Eine Brandschutzplatte für Tunnelbauwerke – etwas salopp auch als „Tunnelbauplatte“ bezeichnet – ist ein Konstruktionselement des Ingenieurbaus, das für Einsatzszenarien in Tunneln adaptiert ist. Sie bildet aneinandergereiht im Brandfalle eine Isolationsschicht zwischen dem Feuer einerseits und der gegossenen und ausgehärteten Stahlbetonkonstruktion des Tunnels andererseits, um die mechanische Tragfähigkeit bzw. Standsicherheit des Betons aufrechtzuhalten.
Eine Brandschutzplatte für Tunnelbauwerke kann eine Kalziumsilikatplatte sein. Dies ist eine Bauplatte, die aus der technischen Wärmedämmung und dem Brandschutz stammt. Sie besitzt keine Funktion des mechanischen Tragens, sondern nur des Isolierens. Die Einflüsse der extrem hohen Temperaturen bei Tunnelbränden auf derartige Brandschutzplatten machen spezielle Materialzusammensetzungen erforderlich. Branduntersuchungen zum Schutz des Bauwerksbetons werden beim Testen des Werkstoffs einer solchen Brandschutzplatte erforderlich; und selbstverständlich muss diese darüber hinaus auch allen sonstigen Einflüssen in Tunnelbauwerken widerstehen können.

## Grundlegendes
Silikat-Bekleidungen mit geprüfter und in Deutschland sowie darüber hinaus amtlich nachgewiesener Brandschutztauglichkeit für Tunnelbauten schützen mit vergleichsweise geringen Aufbaudicken Tunnelbauwerke im Falle eines möglichen Brandes unterschiedlichster Intensität. Wasserbeständig nach EN 12467 bzw. mit Einstufung in Typ Y oder Typ X und damit Dauerhaftigkeit nach EOTA/ETAG 018-1 sowie widerstandsfähig gegen definierte physikochemische, mechanisch statische und dynamische Beanspruchungen, erfüllen sie die Anforderungen für den Einsatz in Tunnelbauwerken. Silikat-Brandschutzbauplatten sind je nach Typ zudem biegbar und bieten damit insgesamt ein brauchbares Maß an Effizienz und Flexibilität für die Einbeziehung in eine Tunnelbaukonstruktion.
Kommt es zu einem Brand in einem Tunnel und damit vielleicht sogar zu einem (Teil-)Kollaps, weil das betreffende Bauwerk nicht ausreichend geschützt gewesen ist, so können schnell enorme wirtschaftliche Schäden entstehen. Längerfristige Schließungen zur Sanierung, verbunden mit vielleicht Ausfallzeiten bei den Einnahmen stehen dann in keinem Verhältnis zu den geringen Einsparungen durch den Verzicht auf eine Tunnelbekleidung oder vergleichbare Brandschutzmöglichkeiten nach RABT/ZTV-ING, Teil 5.
In der EU Directive 2004/54/EC für Straßentunnel im Trans-European Road Network (TEN) vom 29. April 2004 heißt es:
„Für die Bauwerkskonstruktion eines jeden Tunnels, bei dem ein lokaler Kollaps dieser Konstruktion katastrophale Auswirkungen haben kann, ist ein ausreichendes Maß an Feuerwiderstand sicherzustellen.“ und
„Das Maß des Feuerwiderstandes soll technische Möglichkeiten berücksichtigen und die Funktionstüchtigkeit in einem Brandfall gewährleisten.“
Gegenwärtig gibt es eine Vielzahl an gültigen Richtlinien und Vorgaben zum baulichen Brandschutz in Tunnelbauwerken.

## Die Brandschutzplatte als Konstruktionselement im Tunnelbau

### Konstruktionselement mit passiver, baulicher Funktion im Brandfall
Als Bauteil kommt der Brandschutzplatte ausschließlich eine passive bauliche Sicherungsfunktion zu, nämlich im Brandfalle die gegossene und ausgehärtete Stahlbetonkonstruktion des Tunnels zu schützen und auf diese Weise die mechanische Tragfähigkeit bzw. Standsicherheit des Betons aufrechtzuhalten. Die Brandschutzplatte für Tunnelbauwerke besitzt keinerlei Funktion des mechanischen Tragens, sondern ausschließlich eine des Isolierens. Gebirgsdruck und andere, äußere Lasteinflüsse müssen daher im ganz überwiegenden Maße vom Gewölbtragwerk aufgenommen werden; derartige Lasten sind nicht auf die Tunnelauskleidung auflastbar. 
In aneinandergereihter Anordnung wird die Brandschutzplatte zu einer integralen Komponente des Tunnelausbaus und übernimmt im regulären Tunnelbetrieb im Brandfalle eine Isolationsschicht zwischen dem Feuer einerseits und dem Beton der gegossenen und ausgehärteten Stahlbetonkonstruktion des Tunnels andererseits. Als mechanische Verbindungselemente zur Befestigung von Brandschutzplatten kommen metallische Spreizdübel, Betonbohrschrauben und vergleichbare Befestigungsmittel zur Anwendung und sind gemeinsam mit der Brandschutzplatte für die Auskleidung als Einheit zu betrachten. Auch verdübelte, metallische Tragschienen oder Plattenstreifen, an denen die Brandschutzplatten dann verschraubt werden, können verwendet werden. Eine weitere Einbaumöglichkeit für Brandschutzplatten ist die sogenannte „verlorene Schalung“, bei der die Brandschutzplatten vor dem Betonieren auf die eigentliche Schalung des Tunnelbauwerks aufgelegt werden, von der zugänglichen Seite beispielsweise in statisch ausreichender Zahl Schrauben eingedreht bekommen und anschließend beim Betoniervorgang über den Verbund der Schrauben im aushärtenden Frischbeton quasi anbetoniert werden.

### Werkstoffgerechtes Konstruieren
Eine Brandschutzplatte für Tunnelbauwerke besteht beispielsweise aus einem Kalziumsilikat. Derartige Brandschutzmaterialien gehören zu den nichtmetallisch-anorganischen Werkstoffen, sind vorwiegend spröde und besitzen kaum Duktilität. Sie besitzen zwar eine gewisse Druckfestigkeit und auch Biegefestigkeit, doch können sie keine großen Zugkräfte aufnehmen. Zu hoher Zug führt zum Sprödbruch, zu große Biegung zum Bruch, zu großer Druck ebenfalls. Die jeweiligen Bruchfestigkeiten werden untersucht und in den technischen Daten angegeben. Auf diese Weise können sie unter Berücksichtigung von Sicherheitsbeiwerten für den jeweiligen Anwendungsfall berücksichtigt werden. Bei dynamischen Wechsellasten sind vom Material selbst ebenso nur sehr geringe von außen angreifende Kräfte aufnehmbar. In Verbindung mit der Art der Montage können aber dennoch sehr hohe Zahlen der Lastwechselspiele und damit Dauerhaftigkeiten erzielt werden. Nur sehr moderate Querkräfte können aufgenommen werden. Im Unterschied zu den eher mäßig guten mechanischen Eigenschaften sind Silikat-Brandschutzbauplatten in puncto Temperaturbeständigkeit sehr viel besser als viele andere Werkstoffe.
Wärmedehnungen der Brandschutzplatten zu unterschiedlichen Jahreszeiten im Einfahrtsbereich der Tunnelbauwerke oder auch Schrumpfungen bei Brandbeanspruchung werden von dem Baustoff in seiner Struktur aufgenommen und müssen in die Planungen zur Tunnelkonstruktion nicht mit einfließen.

## Materialtests: Branduntersuchungen

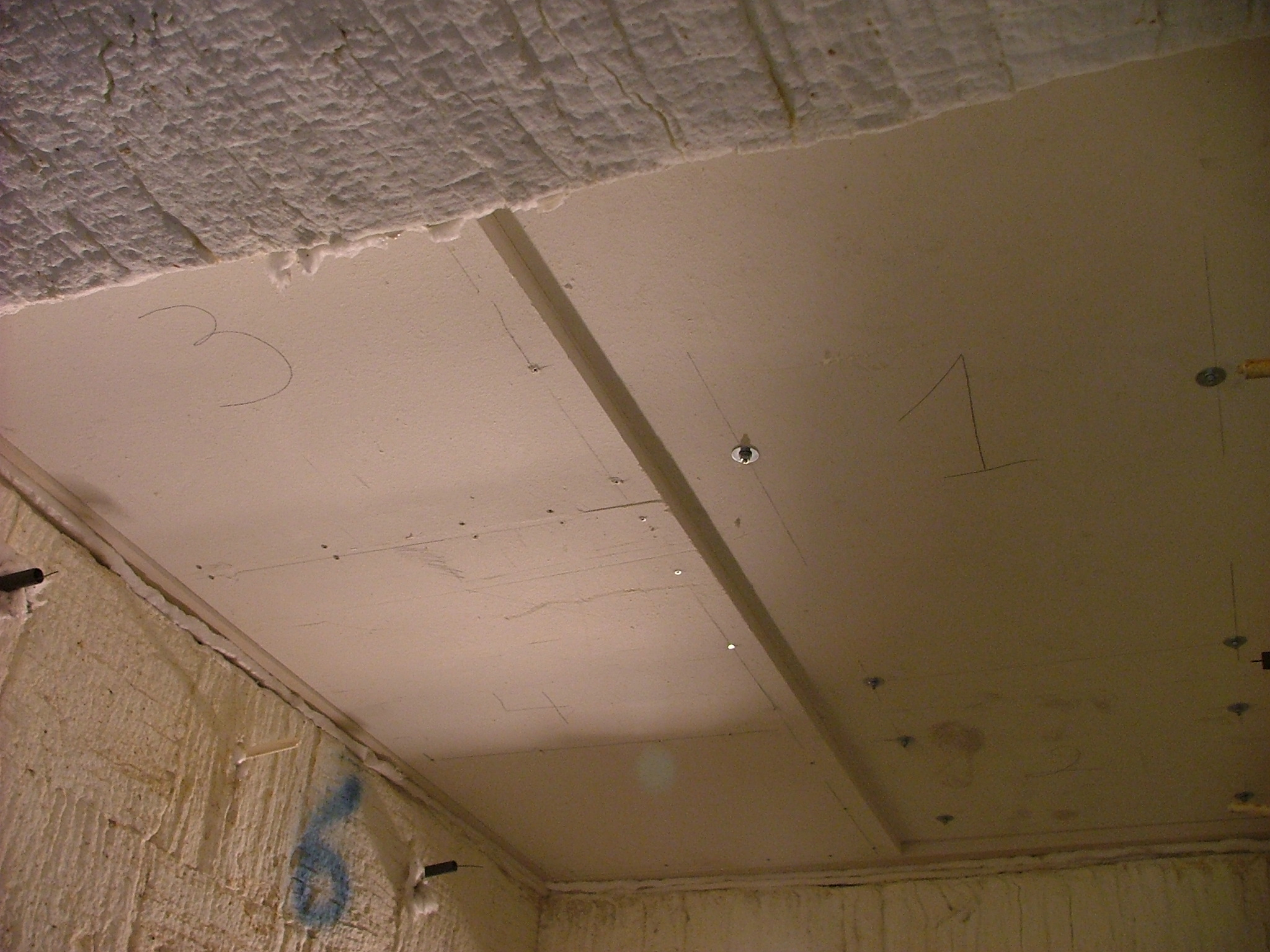
Montierte Brandschutzplatten für Tunnelbauwerke vor dem Brandversuch

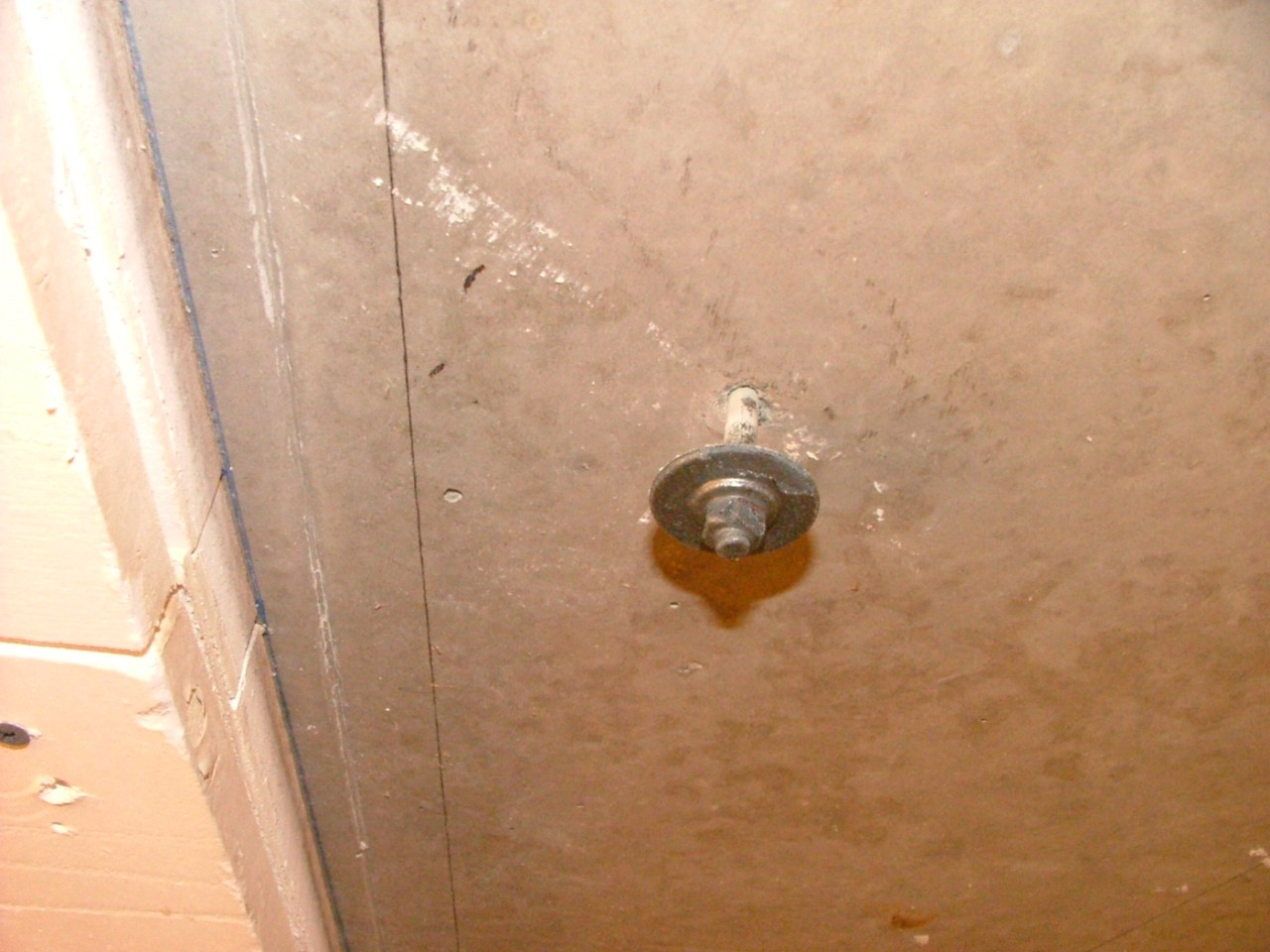
Gesinterter, aber formstabiler Metallspreizdübel und Unterlegscheibe nach Branduntersuchung sowie ungeschädigte, feste Betonoberfläche

Die Branduntersuchungen lehnen sich an die Anforderungen der gängigen Richtlinien für Tunnelbauwerke an. Die Wahl der eingesetzten Befestigungsmittel erfolgt nach den Vorgaben der RABT/ZTV-ING, Teil 7, Abschnitt 4: Es werden ausschließlich Schrauben, Dübel, Profilschienen in entsprechenden Edelstahlgüten eingesetzt. Da die realen Brandereignisse der letzten Jahre sehr lange Branddauern aufwiesen, werden auch Langzeituntersuchungen durchgeführt.
Alle Branduntersuchungen zum Schutz von Betonbauteilen weisen lediglich 40 mm Betondeckung auf. Die Bekleidung wird für die Branduntersuchungen sowohl direkt aufgedübelt, als auch auf Stahlprofile als Unterkonstruktion montiert. Plattenstreifen können als Unterkonstruktion ebenfalls verwendet werden, sind brandschutztechnisch als reine Stoßfugenhinterlegung aber nicht notwendig. Ein stumpfes Stoßen der Brandschutzplatten bei der aneinandergereihten Anordnung reicht aus. Die beflammte Gesamtfläche bei den Branduntersuchungen beträgt jeweils 1900 mm × 1400 mm und lässt dadurch realitätsnahe Montageweisen einschließlich Plattenfugen zu. Die Brandschutzbekleidung hängt frei zwischen der Dämmung des Ofens, liegt also nirgendwo auf, um keine verfälschten Untersuchungsergebnisse zu erhalten.
Mit geringsten Betondeckungen und Bekleidungsdicken wird größtmögliche Schutzwirkung erzielt.
Bei allen Untersuchungen treten an den verwendeten Betonbauteilen keine Abplatzungen oder tiefergehende Zermürbungen auf. Die Oberfläche des Betons widersteht nach der Entfernung der Brandschutzbekleidung der Stoßbeanspruchung mit einer schweren Brechstange genauso gut wie unbeflammter Beton. Instandsetzungen infolge Temperatureinwirkung brandgeschädigter Bauwerke können entfallen. Stahlbauteile zur Simulation von Stahl-/Gusstübbings bleiben unverformt. Gummidichtungen zur Simulation von Bauteildichtungen bleiben ohne Schädigung voll funktionstüchtig und flexibel. Die Tragfähigkeit der konstruktiven Aufbauten bleibt erhalten, die Silikat-Brandschutzbauplatten lösen sich nicht von den Befestigungselementen.
Es liegt eine Vielzahl an Untersuchungen nach RWS-Kurve (auch verlängert bis 180 Minuten), RABT/ZTV-ING-Kurve, EBA-Kurve, HC-Kurve, HCM-Kurve und ISO-/ETK-Kurve vor. Teilweise ist die Branddauer auf bis zu sieben Stunden verlängert, um Langzeitschadensereignisse der letzten Jahre zu simulieren und die Dämmwirkung und damit Gebrauchstauglichkeit der Silikat-Brandschutzbauplatten bei extremen Beanspruchungen zu demonstrieren. Selbst wassergesättigte Platten halten diesen Tunnelbrandkurven nachgewiesenermaßen stand und schützen ungerührt weiter den Bauwerksbeton.
Die Untersuchungen nach der RABT/ZTV-ING-Kurve werden in diesem Zusammenhang, in Form einer Risikobewertung, teilweise mit einer Verlängerung der Branddauer von 30 auf 90 Minuten, plus 110 Minuten Abkühlphase, durchgeführt und gehen damit über die nach RABT/ZTV-ING, Teil 7, mögliche Risikobewertung mit einer Beflammung bis zur 60. Minute zuzüglich der 110 Minuten Abkühlphase hinaus.
Beim EQUFIRE-Projekt wird erstmals in der Geschichte sogar ein Erdbeben mit anschließender Brandbeanspruchung nach ISO-/ETK-Kurve simuliert. Untersucht wird, inwieweit die Tragfähigkeit von Stahlbauteilen erhalten werden kann. Die Silikat-Brandschutzbauplatten weisen zwar einige kleine Risse auf, die Brandschutzfähigkeiten des Systems bleiben aber erhalten und der Brandtest verläuft erfolgreich.
Bei allen durchgeführten Branduntersuchungen bzw. unterschiedlichen Tunnelbrandkurven sintern die Befestigungsmittel – wie Dübel – zwar, bleiben aber formstabil und behalten ihre tragende Funktion.
Auch Kabelkanäle werden über die Anforderungen E 90 nach DIN 4102-12 – zum Beispiel in der EBA-Richtlinie mit einer Brandkurve aber für das Bauwerk, vergleichbar der unter Risikoaspekten verlängerten RABT/ZTV-ING, Teil 7, gefordert – hinausgehend untersucht. Mit Materialdicken, die denen im Hochbau entsprechen, ist der Funktionserhalt bei Beanspruchung nach der RWS-Kurve sowie mit 90 Minuten bei 1200 °C zuzüglich der 110 Minuten Abkühlphase nach RABT/ZTV-ING-Kurve nachgewiesen.

## Materialtests: Mechanische statische und dynamische Beanspruchungen

### Mechanische Materialtests unter einigermaßen realitätsnahen Bedingungen
In der RABT/ZTV-ING, Teil 7, Abschnitt 1 und 2, werden für Druck- und Sogeinwirkungen auf Bekleidungen, je nach Querschnittsgröße des Tunnelbauwerkes, unterschiedlich hohe Belastungswerte angegeben. Danach ist für größere Querschnitte ab 50 m² Druck und Sog mit 0,5 kN/m² zu bemessen, für Querschnitte kleiner als 43 m² mit 0,8 kN/m².
Bei Tunnelbauwerken für den Schienennah- oder Hochgeschwindigkeitsverkehr erhöhen sich die Belastungswerte. Die Fahrzeuggeschwindigkeit und -größe, die Tunnellänge und der Verhältniswert zwischen Tunnelquerschnitt und Frontquerschnitt des jeweiligen Fahrzeuges beeinflussen die Höhe der Druckamplituden entscheidend.
Setzt man als zusätzlichen Parameter die Frequentierung durch Fahrzeuge an, resultieren daraus Lastwechsel bzw. Anzahlen von Lastwechseln, denen Brandschutzbekleidungen sowohl hinsichtlich des eingesetzten Materials als auch der Verbindungsmittel standhalten müssen.
Zur Überprüfung der Funktionstüchtigkeit der Silikat-Brandschutzbauplatten und ihrer Befestigungsmittel werden Untersuchungen mit Druck-/Sogwechselbeanspruchungen durchgeführt. Ihre Druckamplituden werden stark erhöht, um ausreichende Sicherheiten zu erzielen. Um einen Druckausgleich zwischen Vorder- und Rückseite der Platten und damit eine geringere Beanspruchung auszuschließen, werden für die Untersuchungen die Fugen teilweise zusätzlich versiegelt. Real eingebaut ist diese Versiegelung der Plattenfugen in der Regel nicht vorhanden. Üblicherweise wird zum Abschlusszeitpunkt der mechanischen Materialtests keine Materialermüdung des Plattenmaterials festgestellt.
Ein Brandschutzsystem aus Silikat-Brandschutzbauplatten wird grundsätzlich mit Dübeln und/oder Schnellbauschrauben in entsprechender Edelstahlgüte nachträglich oder in Form einer verlorenen Schalung montiert. Zur Ermittlung der notwendigen Dübel- und/oder Schraubenstückzahlen, sind ihre Auszieh- und Durchziehwiderstände in Verbindung mit den Silikat-Brandschutzbauplatten statisch zu prüfen und zu berücksichtigen.

### Druck-/Sogwechselbeanspruchungen
Zum Nachweis der dynamischen Belastbarkeit unter Druck-/Sogwechselbeanspruchungen werden Platten mit einer Gesamtfläche von 1900 mm × 1800 mm in einen Prüfrahmen eingebaut. Die größten Einzelflächen betragen 1200 mm × 1100 mm und 1200 mm × 700 mm.
Bei Druck-/Sogbeanspruchungen von Platten, die lediglich stumpf gestoßen montiert sind, findet durch die offenen Fugen ein Luftaustausch zwischen Vorder- und Rückseite statt und die Beanspruchungswerte werden erheblich abgemindert. Deshalb werden verschiedene Einzelflächen zur Darstellung dieses Unterschiedes offen verlegt, andere Einzelflächen mit ringsherum versiegelten Fugen.
Insgesamt werden 150.445 Lastspiele gefahren, aufgeteilt in 50.445 Lastspiele mit + 3000 Pa und 100.000 Lastspiele mit + 5000 Pa sowie mit einem anderen Plattentyp bei anderen Plattendicken auch noch andere Lastspiele mit teils noch höheren dynamischen Beanspruchungen. Dabei treten an der unversiegelten Einzelfläche maximale Durchbiegungen von + 0,40 mm / - 0,29 mm und an der versiegelten Einzelfläche von + 2,29 mm / - 2,62 mm auf. Die Beanspruchungen führen an beiden Flächen zu keinerlei Beschädigung wie einer irreversiblen Deformation, Ermüdung oder zu einem Bruch.

### Auszieh- und Durchziehwiderstände
Zur Montage der Brandschutzbekleidung, aber auch zur nachträglichen Befestigung von Lasten müssen die Auszieh- und Durchziehwiderstände von Befestigungsmitteln, bezogen auf das Plattenmaterial, bekannt sein. Diese werden sowohl mit trockenen als auch durchfeuchteten bzw. wassergesättigten Platten ermittelt.

## Materialtests: Physikochemische Beanspruchungen

### Untersuchungen auf Wasserfestigkeit

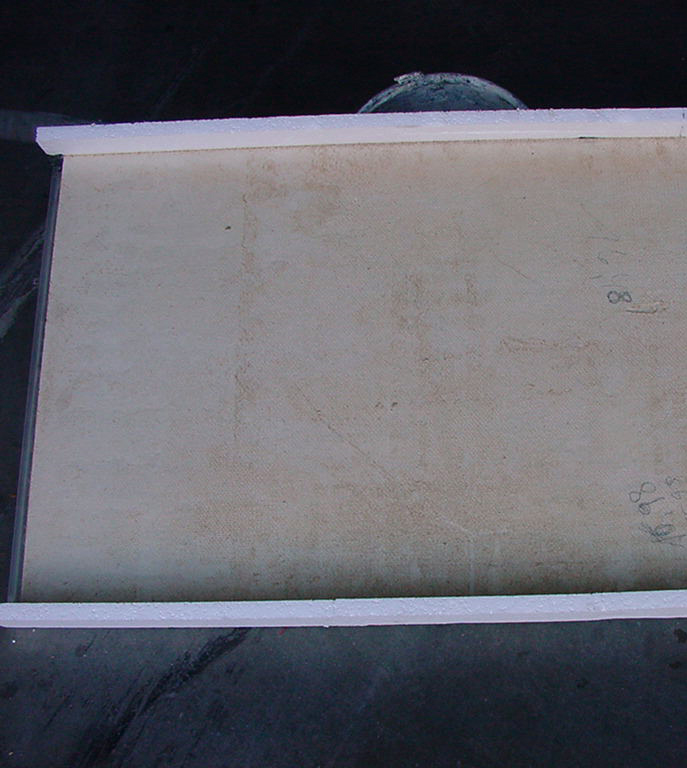
Plattenoberfläche nach sechs Wochen Fließwasser-Untersuchung

Durch äußere oder innere Einflüsse, wie Undichtigkeiten des Bauwerkes oder Feuchtebeaufschlagung durch einfahrende Fahrzeuge gerade in Portalbereichen, sind Brandschutzbekleidungen, neben den brandschutztechnischen und statischen Beanspruchungen, auch unter diesen Gesichtspunkten zu untersuchen.
Unter realen Nutzungsbedingungen wird man bei Feuchtebeanspruchungen eher von Spritzwasser oder nebelartigen Beaufschlagungen ausgehen müssen, sodass die vorgenommenen Untersuchungen jeweils den Extremfall einer Undichtigkeit des Bauwerkes simulieren.
Die Wasserfestigkeit der Silikat-Brandschutzbauplatten wird sowohl im Hinblick auf mögliche Verluste bei der Biegefestigkeit im wassergesättigten Zustand, als auch im Hinblick auf ihr Verhalten allgemein unter sechs Wochen fließendem Wasser und bei langer Wasserlagerung nachgewiesen. Oberflächenveränderungen oder Auswaschungen finden nicht statt.
Darüber hinaus sind die Silikat-Brandschutzbauplatten wasserundurchlässig nach EN 12467 und EN 492.

### Untersuchungen auf Frost-Tau- und Frost-Tausalz-Beständigkeit

#### Voraussetzungen
Neben der reinen Feuchtebeanspruchung kommt im Winter gerade in den Portalbereichen der Tunnelbauwerke die Frostbeanspruchung eventuell feuchter Platten hinzu. Darüber hinaus wird bei Straßen die Fahrbahn schnee- und eisfrei gehalten, sodass durch einfahrende Fahrzeuge mit dem Feuchtigkeitsnebel auch Tausalze weit in den Tunnel gelangen. Für Untersuchungen der Beständigkeit gegen reine Frost-Tau-Wechsel oder in Verbindung mit Tausalzeinwirkungen finden sich in den Regelwerken RABT, ZTV-ING und EBA keine Vorgaben.
Man greift auf Untersuchungsanordnungen zurück, wie sie in Regelwerken für Beton- und Fertigbetonbauteile, beispielsweise im Fahrbahnbereich enthalten sind. Die beschriebenen Beanspruchungszyklen dieser horizontal angeordneten Bauteile – wie Fahrbahnen – mit aufstehenden Tausalzeinwirkungen sind für Brandschutzbekleidungen der Tunneldecken und/oder in der Regel oberen Wandbereiche bei Rechteckquerschnitten aber sehr unrealistisch. Seitlich oder im Kalottenbereich montierte Brandschutzbekleidungen können lediglich durch Spritzwasser oder Nebel und darin enthaltene Tausalze beansprucht werden. Die Untersuchungen der Silikat-Brandschutzbauplatten berücksichtigen daher diese Umstände. Silikat-Brandschutzbauplatten widerstehen aber auch den beschriebenen ursprünglichen Untersuchungsmethoden der Regelwerke mit einer aufstehenden Salzlake.

#### Oberflächenbeanspruchungen
Durch die bereits angesprochenen Faktoren wie Feuchtigkeit und Tausalze, aber auch bedingt durch Fahrzeugabgase, Bremsrückstände sowie Reifenabrieb, verschmutzen Tunnelwände und -einrichtungen bei Straßentunneln in starkem Maße. Um die damit einhergehenden Helligkeitsverluste und Kontrastreduzierungen, also mögliche Sichtbehinderungen, zu vermeiden, werden in regelmäßigen Abständen Reinigungen durchgeführt. Mit speziellen Fahrzeugen werden Waschflüssigkeiten aufgesprüht, um die Oberflächen mit rotierenden Bürsten zu reinigen. Silikat-Brandschutzbauplatten werden auch diesen Beanspruchungen unterzogen und müssen die Untersuchungen erfolgreich bestehen.
Eine weitere stoßartige Beanspruchung der Oberflächen ist der Steinschlag, der durch vorbeifahrende Fahrzeuge hervorgerufen werden kann. Bekleidungen im Fahrbahnbereich müssen dieser widerstehen und dürfen nicht brechen oder feine, kaum sichtbare Haarrisse bekommen. Gerade letztere bilden bei beschichteten Bekleidungen Angriffspunkte für Unterläufigkeit und nachfolgende Abplatzungen der Beschichtungen. Solche stoßartigen Beanspruchungen lassen sich gut durch eine vorgenommene Kugelfall-Untersuchung simulieren.

#### Chlorid- und Korrosionsschutzwirkung
Zusätzlich zu den brandschutztechnischen, statisch/dynamischen und physikalischen Aspekten spielt für die Nachweisführung zu Silikat-Brandschutzbauplatten auch die Frage eine Rolle, ob durch die aufmontierten Platten nicht zusätzlich eine Schutz-, quasi Filterfunktion gegen einwirkende Chloride erreicht wird.
Gerade bei Straßentunneln kann die Dauerhaftigkeit einer Stahlbetonkonstruktion durch eindringende Chloride, wie in Wasser gelösten Tausalzen, infolge vorzeitiger Karbonatisierung und damit verbundene Bewehrungskorrosion stark beeinträchtigt werden.
Die durchgeführten Untersuchungen zeigen, dass durch die Montage von Silikat-Brandschutzbauplatten die Chloridoberflächenkonzentration am Bauwerk so reduziert werden kann, dass rechnerisch ermittelt über 50 Jahre und mehr kein Korrosionsrisiko für die tragende Bewehrung im Bauwerksbeton besteht.

## Sonderaspekt Biegefähigkeit

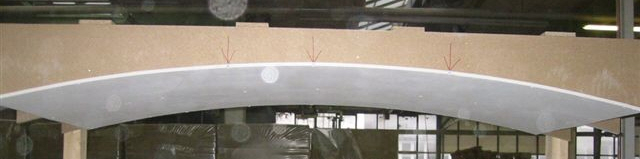
Biegefähigkeit

Nachträglich montierte Brandschutzbekleidungen mussten bislang bei Tunneln mit Kreisquerschnitten, also in TBM-Bauweise, aufwändig im Werk auf den jeweiligen Tunneldurchmesser hin vorgekrümmt oder polygonal verlegt werden. Eine Silikat-Brandschutzbauplatte für Tunnelbauwerke hingegen lässt sich je nach Typ in Abhängigkeit vom Tunneldurchmesser und der Plattendicke in den jeweiligen Querschnitt hineinbiegen.

## Materialtests in Abstimmung mit Forschungsgesellschaften
In Deutschland werden viele der beschriebenen Materialtests an Tunnelbrandschutzbauplatten in Abstimmung mit der Studiengesellschaft für unterirdische Verkehrsanlagen in Köln durchgeführt und von ihr begleitet. Die neutral bewerteten Untersuchungsergebnisse finden sich in deren entsprechenden Abschlussberichten. Sie bilden die Grundlage für die geprüfte und nicht nur für Deutschland amtlich nachgewiesene Brandschutztauglichkeit von Brandschutzplatten für Tunnelbauwerke.